# 스토리 셀러
스토리 셀러(Story Seller)는 대한민국의 여성 4인조 밴드이다. 2004년에 결성되었다. 본래 '블러디 쿠키(Bloody Cookie)'라는 이름으로 활동하다, 2009년에 '스토리 셀러'라는 이름으로 개명했다.

## 구성원
- 빈나 (강빈나, 6월 22일~ ): 보컬
- 호박  (박정은, 5월 3일~ ): 베이스
- 지혜  (한지혜, 5월 25일~ ): 드럼
- 채은 기타

## 과거의 구성원
- 하늘 (드럼): 2012년 3월에 탈퇴했다.
- 노지 (기타): 2012년 5월에 탈퇴했다.
- 은영 (기타): 2013년 12월에 탈퇴했다.